# Spera
Spera település Olaszországban, Trento megyében. Lakosainak száma 583 fő (2015).
Castel Ivano község frakciója (frazione).

## Népesség
A település népességének változása:

| 2015 | 583 |